# Talairan
Talairan é uma comuna francesa na região administrativa de Occitânia, no departamento de Aude. Estende-se por uma área de 36,29 km². Em 2010 a comuna tinha 491 habitantes (densidade: 13,5 hab./km²).